# Johanna von Burgund

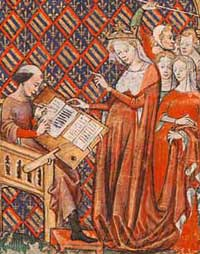
Johanna von Burgund besucht den Übersetzer Jean de Vignay. Miniatur aus dem 14. Jahrhundert

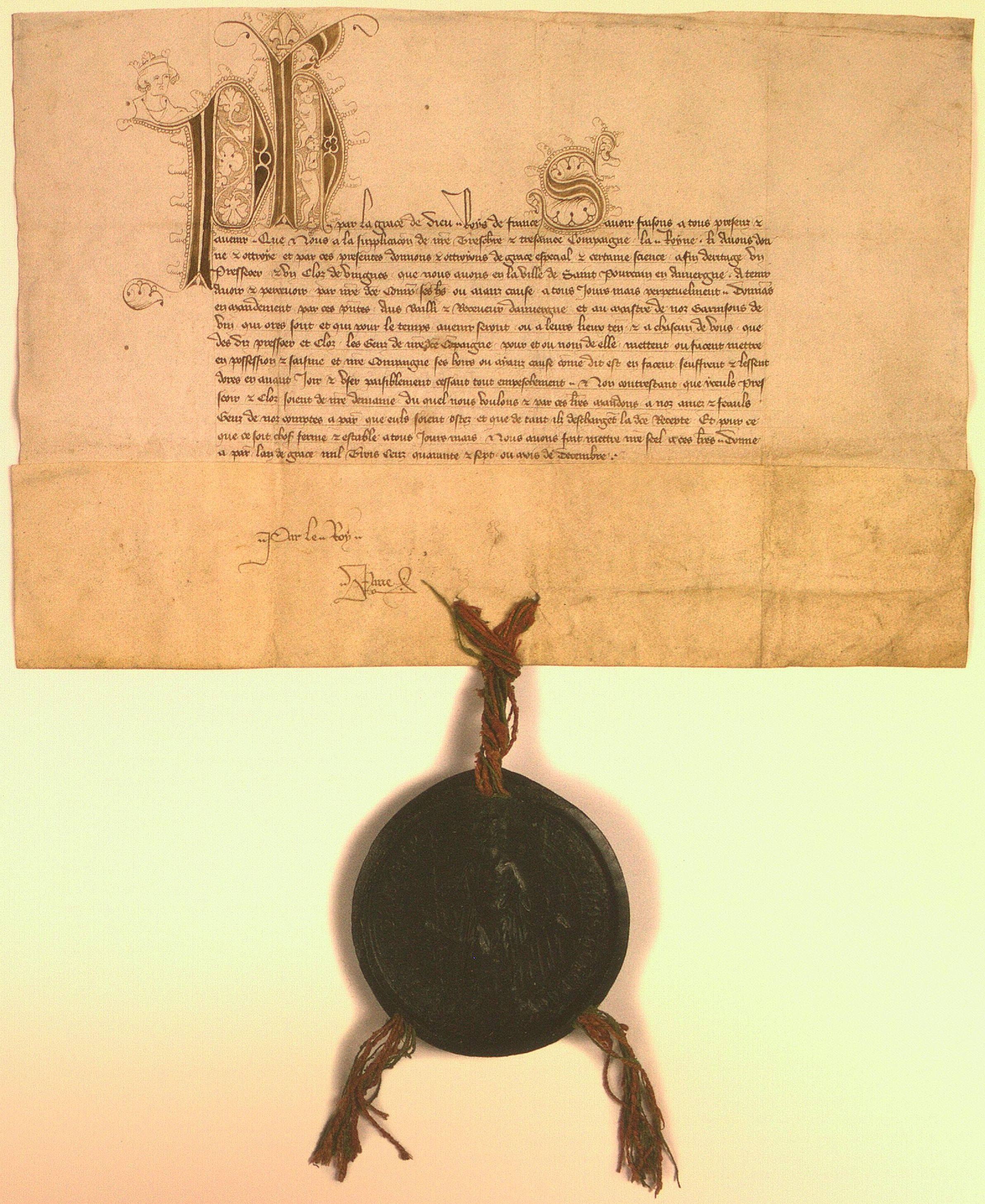
Eine Urkunde König Philipps VI. für seine Gattin Johanna von Burgund, Dezember 1347. Paris, Archives nationales, J 357 B, Nr. 15

Johanna von Burgund (frz. Jeanne de Bourgogne; * um 1293; † 12. September 1348 oder 12. Dezember 1349 in Paris), genannt Jeanne la Boiteuse („Johanna die Lahme“) war als erste Ehefrau Philipps VI. in der Zeit von 1328 bis 1348 Königin von Frankreich. Sie war die Tochter des burgundischen Herzogs Robert II. und dessen Frau Agnes von Frankreich (um 1260–1327 oder 1325), einer Tochter Ludwigs IX.
Johanna wurde im Juli 1313 in Fontainebleau mit Philipp von Valois (* 1293, † 1350) verheiratet, Herr von Courtenay, 1314 Graf von Anjou und Maine, dem Sohn Karls I. von Valois und Neffen des regierenden Königs Philipps IV. des Schönen.
Ihre Schwester Margarete von Burgund, die 1305 den ältesten Sohn Philipps des Schönen, den Kronprinzen Ludwig und späteren König Ludwig X. geheiratet hatte, wurde 1314 im Verlauf des Skandals um den Tour de Nesle des Ehebruchs angeklagt. In diese Ereignisse verstrickt waren außerdem die beiden anderen Schwiegertöchter des Königs, Johanna – Ehefrau des späteren Königs Philipp V. – und Blanka von Burgund, aus der Familie der Pfalzgrafen von Burgund und Ehefrau des späteren Königs Karl IV. Alle drei wurden verhaftet, jedoch nur Margarete und Blanka verurteilt und in der Burg Château-Gaillard eingekerkert. Dort wurde Margarete im folgenden Jahr erdrosselt und Blanka bis nach ihrer Scheidung 1322 festgehalten.
Diese Vorgänge trugen wesentlich dazu bei, dass die Dynastie der Kapetinger im direkten Mannesstamm ausstarb. Philipp von Valois, Johannas Ehemann, trat 1328 nach dem Tod des kinderlosen Karl IV. als dessen nächster Verwandter die Thronfolge an. Johanna wurde gemeinsam mit ihm am 29. Mai 1328 in der Kathedrale von Reims gekrönt.
Johanna von Burgund starb vermutlich an der Pest und wurde in der Abtei Saint-Denis, der Grablege des französischen Königshauses, beigesetzt.

## Nachkommen
Johanna und Philipp hatten neun Kinder:
- Philipp (* 1316; † 1316)
- Johanna (* 1318; † 1322)
- Johann II. der Gute (* 26. April 1319; † 8. April 1364), König von Frankreich 1350–1364
- Marie (* um 1326; † 22. September 1333), ⚭ 1332 (Ehe nicht vollzogen) Johann von Brabant (* 1327; † 1335/36), Sohn von Johann III. Herzog von Brabant und Limburg
- Ludwig (*/† 17. Januar 1328)
- Ludwig (* 8. Juni 1330; † 23. Juni 1330)
- Johann (* 1332; † 2. Oktober 1333)
- Philipp (* 1336; † 1375), 1344 Herzog von Orléans und Touraine, Graf von Valois und Beaumont-le-Roger